# Чіхара Мінорі
Мінорі Чіхара  (яп. 茅原 実里 Чіхара Мінорі, нар. 18 листопада 1980)  — японська сейю і співачка.

## Біографія
Мінорі Чіхара народилася 18 листопада 1980 року в місті Уцуномія у Японії.
Мінорі Чіхара дебютувала у 2004 році в ролі Аї Нацуме в аніме «Tenjou Tenge: Ultimate Fight». Широка відомість прийшла до артистки завдяки ролі Юкі Нагато в телесеріалі «Меланхолія Харухі Судзумії». Мінорі Чіхара виступала не тільки в роликах озвучення, але і виконувала пісні для безлічі аніме-серіалів і комп'ютерних ігор.

## Ролі
2004
- Ая Нацуме (дебют) в «Tenjou Tenge».
- Оана в «Samurai Gun».
- Аяка Мацумото в «Tenkuu Danzai Skelter + Heaven».
- Арена в «Space Symphony Maetel».

2005
- Тамако Ханамура в «The Law of Ueki» (3-й епізод).
- Аяне в «Major» (2-й сезон).
- Аой Куріта в «Mars of Destruction».
- Ая Нацуме в «Tenjou Tenge: Ultimate Fight».

2006
- Еріка Кампбел в «Lemon Angel Project».
- Юкі Нагато в «Suzumiya Haruhi».
- Безіменна дівчина в «Binbō Shimai Monogatari».
- Кісараґі Міцукі в «Humanoid Monster Bem».
- Хіна Ходжьо в «Lovedol ~ Lovely Idol ~».
- Цубаса Кавай в «Kyo no Gononi».

2007
- Екітоку Чьохі в «Ikkitousen: Dragon Destiny».
- Суміре Такахана в «Venus Versus Virus».
- Ріо в «Wellber no Monogatari ~ Sisters of Wellber ~».
- Молодша сестра Такеші Ямато в «Over Drive».
- Бен Лідер в «Gakuen Utopia Manabi Straight!» (11-й епізод).
- Сейран в «Saint October» (6-й епізод).
- Прокинута Клеймор в «Claymore» (12-й епізод).
- Матіа Матія в «Shinkyoku Sōkai Polyphonica».
- Мінамі Івасакі, сама себе в 12-му епізоді і Юкі Нагато в 16-му в «Lucky Star».
- Нанака Шіракава в «DC II ~ Da Capo II ~».
- Тоа в «Dragonaut -The Resonance-».
- Чіакі Мінамі в «Minami-ke».
- Аяне в «Major» (3-й сезон).
- Безіменна дівчина в «Murder Princess».

2008
- Цубаса Кавай в «Kyou no Go no Ni».
- Аяка Мацумото в «Skelter + Heaven».
- Ая Нацуме в «Tenjou Tenge: Ultimate Fight».
- Раквел Маол в «My-Otome 0».
- Каґура Цучімія в «Ga Rei: Zero».

2009
- Юкі Наґато в «Suzumiya Haruhi».

2010
- Юкі Наґато в «Suzumiya Haruhi no Shōshitsu».

2012
- Юрі Коносу в «Hyouka».
- Лессіка в «Chaos Rings II».
- Анастасія Нацухара в «Onii-chan Dakedo Ai Sae Areba Kankei Nai yo ne!».

2013
- Саюрі Сато в «Sparrow's Hotel».
- Загадка в «Phi Brain: Kami no Puzzle».

2014
- Тока Рюмомбучі в «Saki».
- Оїті в «Nobunaga the Fool».
- Міку Ідзайої в «Date A Live II».
- Ноа Кашіма в «Rail Wars!».

2015
- Каорі Накасеко в «Hibike! Euphonium».

2016
- Каорі Накасеко в «Hibike! Euphonium ~ Kitauji Koukou Suisougakubu e Youkoso ~ »і« Hibike! Euphonium 2».

2017
- Каорі Накасеко в «Hibike! Euphonium ~ Todoketai Melody ~ ».

2018
- Еріка Браун в «Violet Evergarden».

## Дискографія

### Сингли
- Zutto ... Isshou / Makenai ~ Ichizu Version ~, 13 січня, 2005.
- Junpaku Sanctuary, 24 лютого, 2007.
- Kimi ga Kureta Anohi, 6 червня, 2007.
- Melty tale storage, 26 березня, 2008.
- Ameagari no Hana yo Sake, 8 серпня, 2008.
- Paradise Lost, 5 листопада, 2008.
- Tomorrow's chance, 3 червня, 2009.
- Yasashii Bokyaku, 24 лютого, 2010.
- Freedom Dreamer, 21 липня, 2010.

### Альбоми
- HEROINE, 22 грудня, 2004.
- Contact, 24 жовтня, 2007.
- Parade, 26 листопада, 2008.
- Sing All Love, 17 лютого, 2010.

### Аніме сингли
- Tenjho Tenge GREAT DISC. 1, 29 вересня, 2004.
- Angel Addict, 25 січня, 2006.
- Smile Means Love, 22 лютого, 2006.
- Hare Hare Yukai, 10 травня, 2006.
- Nagato Yuki Character Song, 5 липня, 2006.
- LoveLoveLove no Sei na no yo !, 1 листопада, 2006.
- Saikyo Pare Parade, 22 листопада, 2006.
- Candy, released 6 грудня, 2006.
- Seioh Gakuen Kōka Band, 21 березня, 2007.
- Only Lonely Rain, 21 березня, 2007.
- Ikki Tousen: Dragon Destiny覚悟決めや!, 30 травня, 2007.
- Fragment ~ Shooting star of the origin ~, 25 липня,2007.
- Iwasaki Minami Character Song, 26 вересня, 2007.
- Keikenchi Joshochu ☆, 24 жовтня, 2007.
- Mune Pettan Girls Character Song, 31 жовтня, 2007.
- Colorful DAYS, 21 листопада, 2007.
- Lucky ☆ Star Re-Mix002, 26 грудня, 2007.
- DC II ~ Da Capo II ~ Vol.0, 26 грудня, 2007.
- DC II ~ Da Capo II ~ Character Song Vol. 3 27 лютого, 2008.

### DVD
|   | Дата виходу | Назва                                                  |
| - | ----------- | ------------------------------------------------------ |
| 1 | 26.12.2007  | 'Message 01'                                           |
| 2 | 15.06.2008  | 'Minori Chihara 1st Live Tour 2008 ~Contact~ LIVE DVD' |
| 3 | 4.02.2009   | 'Message 02'                                           |
| 4 | 24.06.2009  | Minori Chihara Live Tour 2009 ~Parade~ LIVE DVD '      |
| 5 | 7.04.2010   | 'Message 03'                                           |

### Blu-ray
- Minori Chihara Live Tour 2009 ~Parade~ LIVE DVD / Blu-ray (20.08.2009)

### Книги
- minorhythm, видана 30 березня 2006 року.